# 腔鱸屬
腔鱸屬，是條鰭魚綱鱸形目河鱸科下的一個屬。

## 命名
本屬學名由芬蘭生物學家亞歷山大·馮·諾德曼於1840年命名。
本屬的學名「Percarina」由鱸屬的學名「Perca」及梅花鱸屬的學名「Acerina」組合而成，意指本屬形態介於兩屬之間。

## 分布
本屬為溫帶、淡水魚；半鹹水；大洋底棲性魚種，主要分布于歐洲黑海盆地的淡水周邊的淡水與半鹹水流域，包括黑海西北部的多瑙河、德涅斯特河、南布格河和第聶伯河，以及亞速海東部和東北部的塔甘羅格灣和捷姆留克灣以及頓河流域。

## 形態
本屬魚為小型魚類，最大體型10公分標準體長。體形為紡錘形。背鰭2片，第一背鰭硬棘8-12枚、第二背鰭硬棘2-3枚，軟條10-13枚，無脂鰭，臀鰭硬棘2枚、軟條8-11枚、脊椎33枚。

## 生態
本屬魚成群棲息於淡水及半鹹水，鹽度可達7ppt，喜於黑泥質底部集聚覓食，主食為各種底棲無脊椎動物。
本屬魚在夏季繁殖，會在河口灣鹽度較低處產卵，卵會散布在泥質底部，魚苗孵化數日後會移動到水面覓食成長。

## 經濟
本屬魚皆無經濟利用。

## 分類
本屬屬於鱸亞科，目前有2個被認可的種：
- 黑海腔鱸 Percarina demidoffii Nordmann, 1840
- 亞速海腔鱸 Percarina maeotica Kuznetsov, 1888